# Härtsfeldsee
Der Härtsfeldsee, offiziell Hochwasserrückhaltebecken Egautal, ist ein kleiner See bei Dischingen auf dem Härtsfeld. Er wurde 1972 als Hochwasserrückhaltebecken vom Wasserverband Egau gebaut. Er hat eine Wasseroberfläche von rund 11,5 ha und eine maximale Tiefe von 4,20 m. Der See besitzt zwei Inseln, die hauptsächlich von den Tieren des Sees als Brutplatz genutzt werden. Sie dürfen nicht betreten werden.

## Touristische Attraktionen

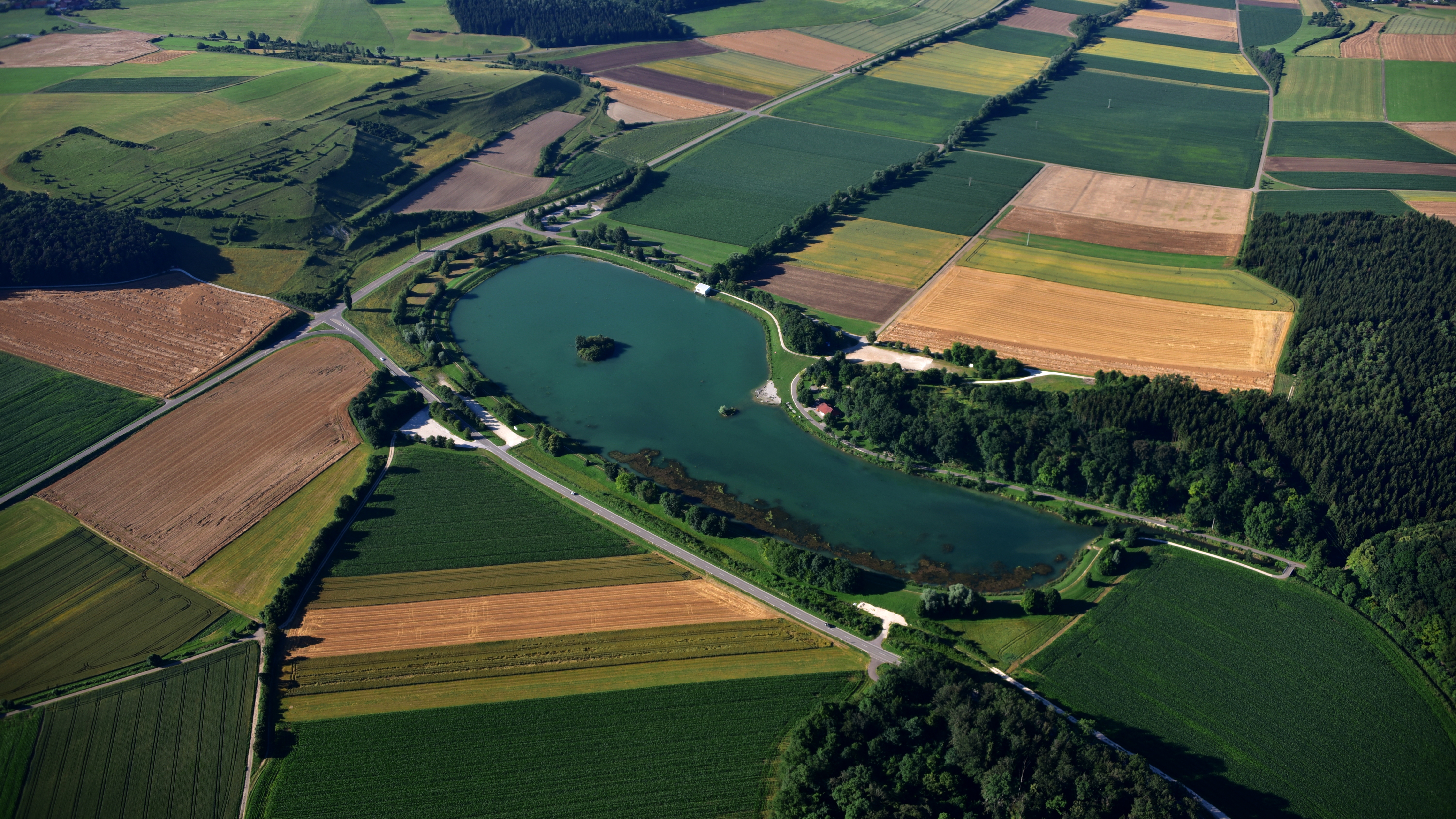
Härtsfeldsee (2016)

Der See gilt als Naherholungsgebiet und ist ein beliebter Ort zum Baden, Surfen und Bootfahren. Es gibt einen Gastronomiebetrieb, einen Kinderspielplatz und diverse Wasserspielgeräte. Drei größere Parkplätze sind in unmittelbarer Nähe gelegen und werden als Ausgang für Wanderungen genutzt, ein Campingplatz ist geplant.
Die Trasse der 1972 stillgelegten Härtsfeldbahn mit dem Bahnhof Katzenstein führt unmittelbar östlich am See vorbei. Auf dieser Trasse wurde 2021 die Härtsfeld-Museumsbahn zwischen Neresheim und Katzenstein in Betrieb genommen. Eine Verlängerung bis Dischingen ist geplant.
Am Härtsfeldsee befindet sich eine Haltestelle der Buslinie zwischen Neresheim und Dischingen.
Seit 1997 findet am See jährlich das Rockfestival Rock am Härtsfeldsee statt.